# 가정로 (대전)
가정로(柯亭路)는 대전광역시 유성구 유성동에서 도룡동까지 이어주는 도로로, 해당 도로는 형식상 대전광역시도 제19호선으로 지정되어 있다.

## 개요
이 도로명이 유래된 것은 신성동이라는 행정동이 아닌 법정동인 가정동에서 따온 것으로 보인다. 그래서 가정동 자체를 봐도 주거시설이 강한 인천(가정동)과 달리 대전은 연구단지를 위주로 구성되어 있고, 주거시설이 별로 없는 특색을 가지고 있어 가정동 양 옆에 있는 신성동, 도룡동 등을 이어주는 느낌이 매우 강하다.

## 통과하는 지자체
- 유성구
  - 유성동 - 장동 - 가정동 - 도룡동

## 통과하는 도로
- 노은로
- 유성대로 (국가지원지방도 제32호선)
- 신성대로
- 과학로
- 가정북로
- 대덕대로 (국가지원지방도 제57호선)

## 주변에 있는 시설
- 유성구노인복지관
- 카앤워시셀프세차장
- SK인텔릭스 대전서비스센터
- HD현대오일뱅크직영 첨단주유소
- 한울아파트
- 럭키하나아파트
- 대림두레아파트
- 한화솔루션 중앙연구소
- 애니카랜드 연구단지점
- CU 대전연구단지점
- 투썸플레이스 대전신성점
- 연구단지종합운동장
- 한국에너지기술연구원 대전본원
- KT 가정빌딩
- LG생활건강 기술연구원 LG화학테크센터
- 한국연구재단 대전청사
- 매봉산
- 한국표준과학연구원
- 도룡SK뷰아파트
- LG화학아파트
- 대덕테크비즈센터TBC
- 본죽&비빔밥cafe 대전도룡점
- 도룡지구대
- 대덕연구단지우체국

### 도로 구조물
- 신성교 (탄동천)